# Battlestar Galactica: Razor
Battlestar Galactica: Razor – telewizyjny film science fiction z roku 2007, będący częścią serii Battlestar Galactica. Został wyemitowany w przerwie pomiędzy 3. i 4. sezonem serialu. Przedstawia retrospektywną opowieść o losach statku Battlestar Pegasus od czasu ataku Cylonów do spotkania z Battlestar Galactica.

## Fabuła
Akcja filmu toczy się w czasie gdy Lee Adama jest dowódcą Pegasusa i przeplata się z fragmentami, które miały miejsce wcześniej.

### Młodość Billa
Jeden z retrospektywnych fragmentów ukazuje młodego Williama Adamę, który odnajduje bazę Cylonów, w której dokonywano okrutnych eksperymentów na ludziach.

### Od ataku do spotkania
Kendra Shaw pojawia się na statku Battlestar Pegesus, gdzie poznaje Gina Inviere (kopię Number Six), która udaje członka załogi. Zaraz po przybyciu Kendra zostaje pouczona przez dowódcę, admirał Helenę Cain. Niebawem dochodzi do ataku Cylonów na Battlestar Galactica (serial telewizyjny 2004)/Dwanaście Kolonii i Pegasus dokonuje ryzykownego skoku w ciemno (bez wcześniejszych wyliczeń).

### Misja
Komandor Lee Adama musi podjąć misję znalezienia i zniszczenia statku Cylonów. W tym celu Pegasus odłącza się od floty. W misji wysadzenia bazy Cylonów biorą udział Kara Thrace i Kendra Shaw.

## Obsada
- Edward James Olmos – William Adama
- Mary McDonnell – Laura Roslin
- Michelle Forbes – Helena Cain
- Grace Park – Number Eight
- Katee Sackhoff – Kara „Starbuck” Thrace
- Jamie Bamber – Lee „Apollo” Adama
- Tricia Helfer – Gina Inviere/Number Six
- James Callis – Gaius Baltar
- Michael Hogan – Saul Tigh
- Fulvio Cecere – Alastair Thorne
- Stephanie Chaves-Jacobsen – Kendra Shaw
- Nico Cortez – młody William Adama
- Steve Bacic – Jurgen Belzen
- Graham Beckel – Jack Fisk
- Campbell Lane – hybryda